# بويان فوشكوفيتش
بويان فوشكوفيتش هو مدرب كرة قدم ولاعب كرة قدم صربي في مركز الهجوم، ولد في 17 يوليو 1970 في بلغراد في صربيا. لعب مع نادي بارتيزان ونيو إنغلاند ريفولوشن.

## وصلات خارجية
- بويان فوشكوفيتش على موقع الدوري الأمريكي (الإنجليزية)